# 587 Hypsipyle
587 Hypsipyle eller 1906 TF är en asteroid i huvudbältet, som upptäcktes 22 februari 1906 av den tyske astronomen Max Wolf i Heidelberg. Den är uppkallad efter Hypsipyle i den grekiska mytologin.
Asteroiden har en diameter på ungefär 11 kilometer och tillhör asteroidgruppen Phocaea.